# Dietenhan
Dietenhan ist eine Ortschaft der Großen Kreisstadt Wertheim im baden-württembergischen Main-Tauber-Kreis im Regierungsbezirk Stuttgart.

## Geographie

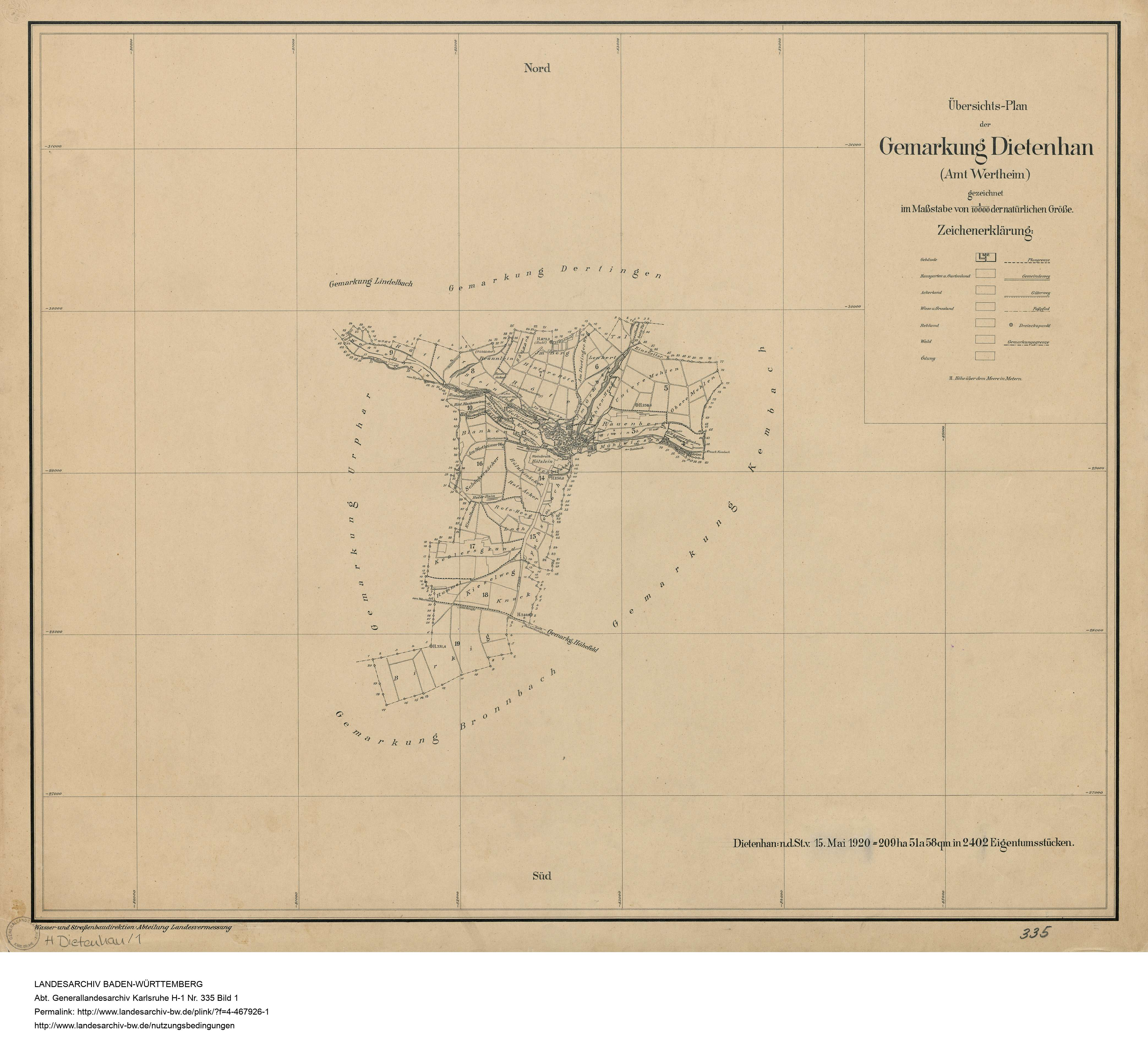
Gemarkung von Dietenhan, 1920

### Geographische Lage
Dietenhan, durch dessen südlicher Gemarkung die Kreisstraße 2824 führt, liegt 192 m ü. NHN an der Kreisstraße 2878.

### Nachbargemarkungen
Nachbargemarkungen im Uhrzeigersinn im Norden beginnend sind Dertingen, Kembach, Höhefeld, Urphar und Lindelbach.

### Gewässer
Durch den Ort fließt der Kembach, der in Urphar in den Main mündet.

## Geschichte
Dietenhan war eine eigenständige Gemeinde im Landkreis Tauberbischofsheim bis zur Eingemeindung nach Wertheim  am 1. Januar 1972. Seit dem 1. Dezember 1973 liegt Dietenhan im Main-Tauber-Kreis. Am 31. Dezember 2022 hatte Dietenhan 310 Einwohner.

## Religion
Dietenhan ist protestantisch geprägt. Die evangelische Kirchengemeinde gehört zum Evangelischen Kirchenbezirk Wertheim. Die hier lebenden Katholiken gehören zur
Pfarrgemeinde des Wertheimer Ortsteils Hofgarten (Dekanat Tauberbischofsheim).

## Politik
Der Ortschaftsrat Dietenhan besteht aus dem Ortsvorsteher und drei Mitgliedern des Ausschusses.

## Verkehr
Im Jahre 2020 begannen Bauarbeiten für den Kembachtalradweg von der Landesgrenze Bayern/Baden-Württemberg bis nach Dietenhan.